# Flower of Evil
Flower of Evil (hangul: 악의 꽃; rr: Agui kkot) é uma telenovela sul-coreana exibida pela emissora tvN de 29 de julho a 23 de setembro de 2020, estrelada por Lee Joon-gi, Moon Chae-won, Jang Hee-jin e Seo Hyun-woo. Lee e Moon já estrelaram Criminal Minds, e foi o retorno de Lee à televisão depois de dois anos.

## Enredo
Baek Hee-sung (Lee Joon-gi) é um homem que esconde sua identidade e passado de sua esposa Cha Ji-won (Moon Chae-won), uma detetive. Superficialmente, eles parecem ser a família perfeita: um casal amoroso com uma linda filha que adora seus pais. Cha Ji-won e seus colegas começam a investigar uma série de assassinatos inexplicáveis e são confrontados com a realidade de que seu marido aparentemente perfeito pode estar escondendo algo dela.

## Elenco

### Elenco principal
- Lee Joon-gi como Baek Hee-sung / Do Hyun-soo[4]
  - Park Hyun-joon como o jovem Hyun-soo
  - Cha Sung-je como criança Hyun-soo
- Moon Chae-won como Cha Ji-won, esposa de Hee-sung / Hyun-soo[4]
- Jang Hee-jin como Do Hae-soo[5]
  - Lim Na-young como a adolescente Hae-soo, irmã mais velha de Hyun-soo[6]
  - Lee Chae-yoon como Hae-soo de onze anos
- Seo Hyun-woo como Kim Moo-jin, jornalista[7]
  - Jeong Taek-hyun como o jovem Moo-jin[8]

### Elenco de apoio

#### Família de Baek Hee-sung e Cha Ji-won
- Jung Seo-yeon como Baek Eun-ha, filha de Hee-sung e Ji-won[9]
- Son Jong-hak como Baek Man-woo, pai de Hee-sung[10]
- Nam Gi-ae como Gong Mi-ja, mãe de Hee-sung[11]
- Jo Kyung-sook como Moon Young-ok, mãe de Ji-won[12]

#### Delegacia de polícia de Kangsoo
- Choi Dae-hoon como Lee Woo-cheol, líder da Equipe de Investigação de Homicídios[11]
- Choi Young-joon como Choi Jae-sub, detetive veterano[11]
- Kim Soo Oh como Im Ho-joon, membro mais jovem da equipe[11]
- Lim Chul-hyung como Yoon Sang-pil, chefe de seção[11]
- Hong Seo-joon como Oh Young-joon, capitão da polícia

#### Hanjoogan Magazine
- Yang Hye-jin como Gang Pil-young, repórter principal[11]
- Ju Ye-eun como repórter Joo

### Outros
- Choi Byung-mo como Do Min-seok, pai de Hae-soo e Hyun-soo
- Kim Ji-hoon como Baek Hee-sung
  - Choi Kwon-soo como o jovem Hee-sung
- Lee Kyu-bok como Nam Soon-gil
- Kim Geon como Kim In-seo
- Lee Ju-yeon como Park Seo-young
- Han Soo-yeon como Jung Mi-sook
- Yoon Byung-hee como Park Kyung-choon, taxista e marido de Jung Mi-sook
- Park Seung-tae como Oh Bok-ja
- Kim Ki-cheon como doutor Lee Hyun-suk

## Trilha sonora
Part 1
| Lançado em 6 de agosto de 2020 |                  |                |         |  |
| N.º                            | Título           | Artista        | Duração |  |
| 1.                             | "Psycho"         | DOKO           | 3:07    |  |
| 2.                             | "Psycho" (Inst.) |                | 3:07    |  |
| Duração total:                 | Duração total:   | Duração total: | 6:14    |  |

Part 2
| Lançado em 19 de agosto de 2020 |                       |                |         |  |
| N.º                             | Título                | Artista        | Duração |  |
| 1.                              | "In My Heart"         | Lim Yeon       | 3:49    |  |
| 2.                              | "In My Heart" (Inst.) |                | 3:49    |  |
| Duração total:                  | Duração total:        | Duração total: | 7:38    |  |

Part 3
| Lançado em 3 de setembro de 2020 |                    |                    |         |  |
| N.º                              | Título             | Artista            | Duração |  |
| 1.                               | "Feel You"         | Shin Yong-jae (2F) | 03:28   |  |
| 2.                               | "Feel You" (Inst.) |                    | 03:28   |  |
| Duração total:                   | Duração total:     | Duração total:     | 6:56    |  |

## Recepção
Na tabela abaixo, os números azuis representam as audiências mais baixas e os números vermelhos representam as audiências mais elevadas.
| 1 | 29 de julho de 2020    | 3.357% | 4.248% |
| 2 | 30 de julho de 2020    | 2.860% | 3.155% |
| 3 | 5 de agosto de 2020    | 3.116% | 3.570% |
| 4 | 6 de agosto de 2020    | 3.735% | 4.357% |
| 5 | 12 de agosto de 2020   | 2.973% | 3.060% |
| 6 | 13 de agosto de 2020   | 3.615% | 4.030% |
| 7 | 19 de agosto de 2020   | 3.526% | 4.030% |
| 8 | 20 de agosto de 2020   | 3.863% | 4.358% |
| 9 | 26 de agosto de 2020   | 3.539% | 4.142% |
| 10 | 27 de agosto de 2020   | 3.659% | 4.701% |
| 11 | 2 de setembro de 2020  | 3.844% | 4.250% |
| 12 | 9 de setembro de 2020  | 4.729% | 5.234% |
| 13 | 10 de setembro de 2020 | 4.456% | 4.853% |
| 14 | 16 de setembro de 2020 | 4.767% | 5.246% |
| 15 | 17 de setembro de 2020 | 5.083% | 5.536% |
| 16 | 23 de setembro de 2020 | 5.715% | 6.639% |
| Média | Média                  | 3.927% | 4.463% |
| Especial | 3 de setembro de 2020  | 2.342% | 2.797% |
| - Este drama foi transmitido por um canal de televisão por assinatura, que normalmente tem um público relativamente menor em comparação com as emissoras de televisão abertas (KBS, SBS, MBC e EBS). |                        |        |        |